# Banan
Banan (Musa L.) – rodzaj roślin z rodziny bananowatych (Musaceae Juss.). Według The Plant List w obrębie tego rodzaju znajduje się co najmniej 70 gatunków o nazwach zweryfikowanych i zaakceptowanych, podczas gdy kolejnych 5 taksonów ma status gatunków niepewnych (niezweryfikowanych). Występuje naturalnie w strefie międzyzwrotnikowej Azji, Afryki i Australii. Część gatunków dostarcza jadalnych owoców. Słowo banan pochodzi prawdopodobnie od arabskiego słowa banan, co oznacza palec lub afrykańskiego języka wolof, w którym rośliny te określa się mianem banaana. Gatunkiem typowym jest M. paradisiaca L.

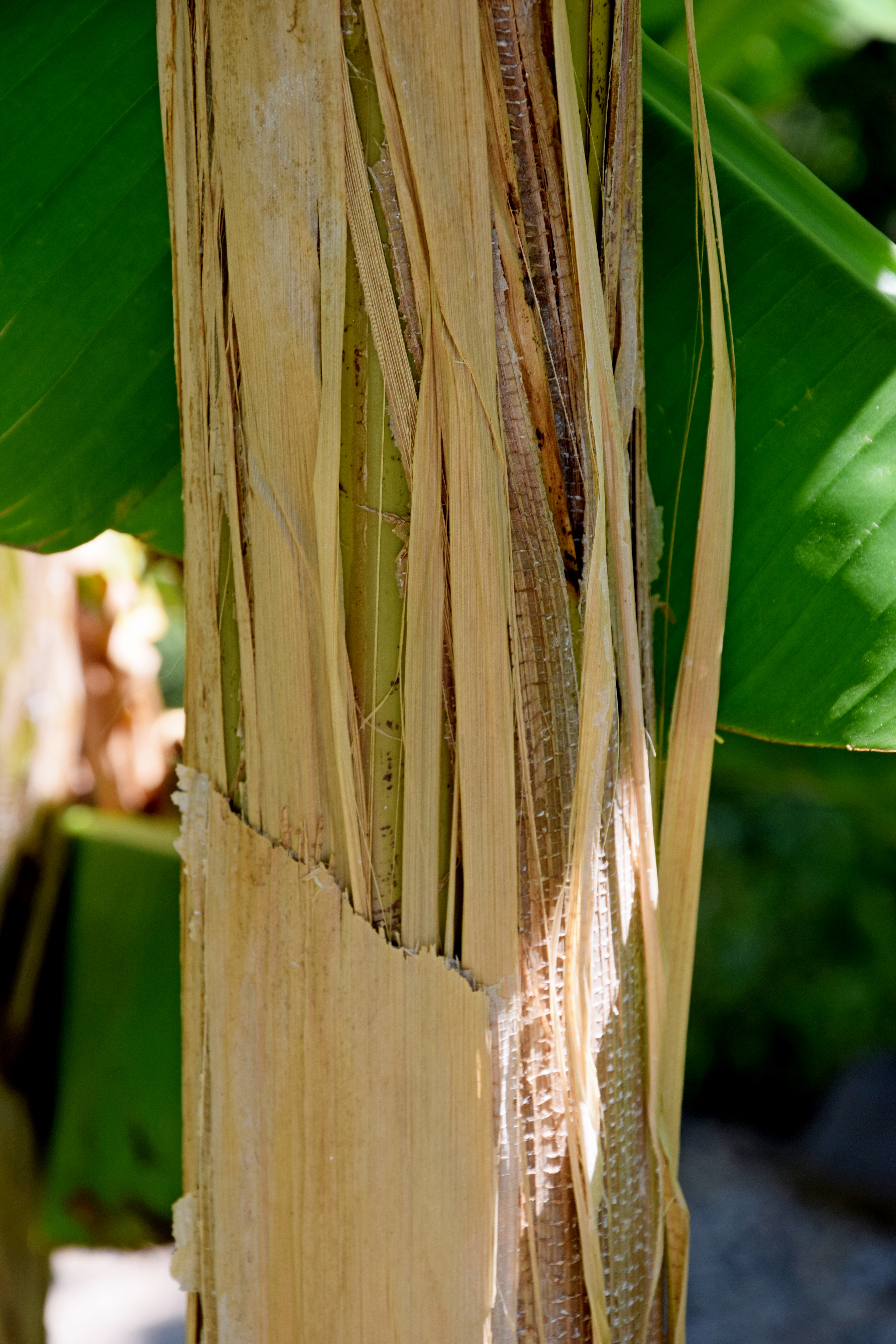
Łodyga gatunku Musa basjoo

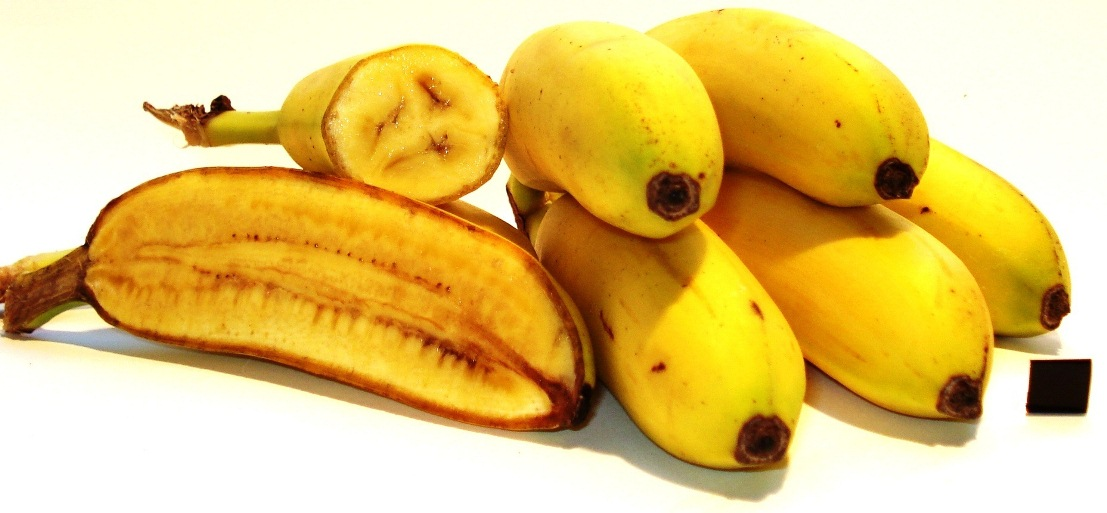
Owoce banana zwyczajnego

## Morfologia
ŁodygaNierozgałęziona.
LiścieGęste pokrywy liściowe pokrywają łodygę. Na szczycie znajduje się pióropusz podługowatych i dużych liści.
KwiatyZebrane w szczytowy, duży, zwisający kwiatostan złożony z kwiatów grzebieniastych. Zapylane są one przez ptaki lub nietoperze.
OwoceŻółtawa, podłużna, do 20 cm długa, mączysta jagoda z twardymi nasionami (większość bananów uprawianych do celów kulinarnych nasion jednak nie posiada). Pokryte średnio grubą skórką odrywającą się od miąższu. Miąższ ma strukturę mączną i jest koloru jasnożółtego. 

## Cechy biologiczne
Bylina. Bananowce do prawidłowego rozwoju potrzebują klimatu ciepłego i wilgotnego. Wysoka jakość owoców zależy od dużej ilości wody i wysokiej temperatury, w związku z czym zasięg ich uprawy ogranicza izoterma 20 °C. Najlepsze wyniki osiąga się przy opadach wynoszących 120-150 mm miesięcznie. Wymagania glebowe roślin nie są duże, chronią glebę przed erozją.
Według badań z 2008 roku dojrzałe banany fluoryzują pod wpływem światła ultrafioletowego. Jest to związane z degradacją chlorofilu, prowadzącą do nagromadzenia się fluorescencyjnego produktu na skórze owocu.

## Systematyka
Pozycja i podział według APWeb (2001...)
Rodzaj należący do rodziny bananowatych (Musaceae), rzędu imbirowce (Zingiberales), kladu jednoliścienne (monocots) w obrębie Klad okrytonasiennych.
Pozycja w systemie Reveala (1993-1999)
Gromada okrytonasienne (Magnoliophyta Cronquist), podgromada Magnoliophytina Frohne & U. Jensen ex Reveal, klasa jednoliścienne (Liliopsida Brongn.), podklasa imbirowe (Zingiberidae Cronquist ), nadrząd Zingiberanae Takht. ex Reveal, rząd imbirowce (Zingiberales Griseb.), rodzina bananowate (Musaceae Juss.). podrodzina Musoideae Eaton, plemię Museae Benth., rodzaj banan (Musa L.).
Wybrane gatunki
| - Musa acuminata Colla – banan karłowaty, banan chiński - Musa arfakiana Argent - Musa aurantiaca G.Mann ex Baker - Musa azizii Häkkinen - Musa balbisiana Colla - Musa banksii F.Muell. - Musa barioensis Häkkinen - Musa basjoo Siebold & Zucc. ex Iinuma - Musa bauensis Häkkinen & Meekiong - Musa beccarii N.W.Simmonds - Musa boman Argent - Musa borneensis Becc. - Musa bukensis Argent - Musa campestris Becc. - Musa celebica Warb. ex K.Schum. - Musa cheesmanii N.W.Simmonds - Musa chunii Häkkinen - Musa coccinea Andrews - Musa exotica R.V.Valmayor - Musa fitzalanii F.Muell. - Musa gracilis Holttum - Musa griersonii Noltie - Musa hirta Becc. - Musa ingens N.W.Simmonds - Musa insularimontana Hayata - Musa itinerans Cheesman - Musa jackeyi W.Hill - Musa johnsii Argent - Musa juwiniana Meekiong, Ipor & Tawan - Musa kattuvazhana K.C.Jacob - Musa lanceolata Warb. ex K.Schum. - Musa laterita Cheesman - Musa lawitiensis Nasution & Supard. - Musa lokok Geri & Ng | - Musa lolodensis Cheesman - Musa lutea R.V.Valmayor, L.D.Danh & Häkkinen - Musa maclayi F.Muell. ex Mikl.-Maclay - Musa mannii H.Wendl. ex Baker - Musa monticola M.Hotta ex Argent - Musa muluensis M.Hotta - Musa nagensium Prain - Musa ochracea K.Sheph. - Musa ornata Roxb. - Musa paracoccinea A.Z.Liu & D.Z.Li - Musa peekelii Lauterb. - Musa rosea Baker - Musa rubinea Häkkinen & C.H.Teo - Musa rubra Wall. ex Kurz - Musa sakaiana Meekiong, Ipor & Tawan - Musa salaccensis Zoll. ex Backer - Musa sanguinea Hook.f. - Musa schizocarpa N.W.Simmonds - Musa shankarii Subba Rao & Kumari - Musa siamensis Häkkinen & Rich.H.Wallace - Musa sikkimensis Kurz - Musa splendida A.Chev. - Musa textilis Née – banan manilski - Musa thomsonii (King ex Baker) A.M.Cowan & Cowan - Musa tonkinensis R.V.Valmayor, L.D.Danh & Häkkinen - Musa troglodytarum L. - Musa tuberculata M.Hotta - Musa velutina H.Wendl. & Drude - Musa violascens Ridl. - Musa viridis R.V.Valmayor, L.D.Danh & Häkkinen - Musa voonii Häkkinen - Musa yamiensis C.L.Yeh & J.H.Chen - Musa yunnanensis Häkkinen & H.Wang - Musa zaifui Häkkinen & H.Wang |

Mieszańce międzygatunkowe
- Musa × alinsanaya R.V.Valmayor
- Musa × paradisiaca L. – banan zwyczajny, b. właściwy, b. rajski, pizang, muza

## Główne uprawy
Niektóre gatunki, zwłaszcza banan zwyczajny są roślinami uprawianymi dla owoców. Główni producenci to: Indie, Chiny, Uganda, Filipiny, Ekwador, Brazylia. Największymi krajami eksportującymi banany są: Ekwador, Kostaryka, Filipiny, Kolumbia i Gwatemala ich eksport stanowi w sumie ok. 2/3 światowego eksportu tych owoców. Dziesięciu głównych producentów wyprodukowało około dwóch trzecich łącznej produkcji światowej w 2012 roku. Trzech największych producentów nie należy do największych eksporterów, jedynie Filipiny mają znaczącą pozycję zarówno w produkcji jak i eksporcie. Banany, tak jak i kawa, dominowały w eksportowej gospodarce Ameryki Środkowej w XX wieku. Te dwie rośliny w roku 1930 miały udział w eksporcie z tego regionu wynoszący 75%, a 30 lat później 67%. Z tego powodu większość krajów Ameryki Środkowej nazwanych jest „republikami bananowymi”.